# عراق الأمير
عراق الأمير، هي بلدة تقع ضمن حدود بلدية عمان، الممكلة الأردنية الهاشمية، في منطقة وادي السير، وتبعد حوالي 15 كلم جنوب غرب بلدة وادي السير. يبلغ عدد سكانها مع القرى المجاورة حوالي 6,000 نسمة ومعظمهم من أفراد قبيلة عباد. تقع البلدة على تلال عالية ومتوسطة الارتفاع، وتتميز بكونها منطقة خضراء تكثر فيها الينابيع المائية، وتشتهر بأشجار الزيتون بالإضافة للأشجار الحرجية الأخرى. على بعد 0.5 كلم جنوب البلدة يقع قصر العبد أو ما يسمى بقصر عراق الأمير، كما توجد العديد من الكهوف في تلال المنطقة والتي تعود للعهد النحاسي وما قبله.

## تسمية القرية
كلمة "عراق" في اسم البلدة تعني الكهف، ويرجح بأن "الأمير" هو طوبيا العُموني المذكور في التراث المسيحي. ويفسر الدارسون أن استخدام كلمة "عراق" هنا إما لتشبيه القصر بالكهف، أو للإشارة الى وجود العديد من الكهوف في المنطقة، مما يعكس الطبوغرافيا الجبلية المحيطة. وقد ظهر استخدام كلمة "عراق" أيضًا في سياقات أخرى، مثل منطقة عراق الدب في عجلون، مما يشير إلى شيوع استخدام هذا المصطلح في أسماء المواقع الجغرافية المختلفة.
يُطابق الباحثون في الآثار التوراتية، الذين يعتمدون التوراة لتحديد المواقع التاريخية، بين عراق الأمير ومنطقة تُذكر في الكتاب المقدس اسمها الآرامي: "Ramath-Mizpeh"، (نحميا 2:10). وتُذكر المنطقة أيضًا في نص آخر في التوراة باسم "Birathah"، (نحميا 2:12)، والذي يُشير إلى مكان حصين يصعب اقتحامه، على الرغم من أن هذه الادعاءات لم تُدعَّم بأدلة أثرية ملموسة. في السياق نفسه، يُشير الفيلسوف الفينيقي زينون إلى المنطقة باسم "صوربيت" أو "حوربرتا"، وهي كلمة آرامية تعني "الحصن الحصين" أو "القلعة". كما يذكر المؤرخ جوزيفوس فلافيوس هذه المنطقة باسم "تيروس".

## تاريخ الاستيطان
يعود تاريخ الاستيطان في منطقة عراق الأمير إلى العصر الحجري الوسيط، الممتد بين 10,000 و8,000 قبل الميلاد، حيث تشير الأدلة الأثرية إلى وجود آثار في الكهوف المحيطة بالمنطقة. استمر الاستيطان خلال العصور البرونزية بجميع مراحلها، وكذلك في العصر الحديدي الأول والثاني.
ظل الاستيطان قائمًا في المنطقة حتى القرنين الخامس والرابع قبل الميلاد، حتى مجيء الإسكندر المقدوني في عام 332 قبل الميلاد. خلال العصر الهلنستي، شهدت المنطقة ازدهارًا ملحوظًا، وتواصل هذا الازدهار في العصر البيزنطي، خصوصًا في القرنين الرابع والخامس الميلاديين.
بالإضافة إلى ذلك، عُثر على بعض القطع الفخارية التي تعود إلى العصور الإسلامية، وخاصةً الأموية والمملوكية، مما يدل على استمرار الاستيطان في المنطقة خلال تلك الفترات الزمنية.

## الكهوف
تقع الكهوف الطبيعية في بلدة عراق الأمير على الجانب الأيمن للوادي المؤدي إلى مبنى قصر العبد، تعود هذه الكهوف إلى الفترة الناطوفية، وقد شهدت تعديلات على مر العصور، شملت تشذيب جدرانها الداخلية وسقوفها، من قبل سكان المنطقة خلال القرن الثالث قبل الميلاد.
تتألف الكهوف من صفين رئيسيين: علوي وسفلي، ويبلغ عددها أحد عشر كهفًا. في الصف العلوي، يوجد ممر ضيق محفور في الصخر يربط بين الكهوف، يتسع بالكاد لمرور شخص واحد في الوقت ذاته.
تظهر بعض الآثار التي تشير إلى الأدوات المستخدمة في تشذيب جدران الكهوف، ومنها: إزميل ذو رأس عريض، ومطرقة. وعلى جدران أحد الكهوف السفلية، وُجدت خمسة أحرف بجانب إحدى النوافذ، تعود للقرنين الثالث والثاني قبل الميلاد، وتشير إلى اسم "طوبيا"، وهي العائلة التي كانت تحكم المنطقة في تلك الفترة. كما وُجدت أحرف مماثلة في كهف آخر، مكتوبة بشكل غائر، في كهف ذو سقف على شكل قبو ومزخرف بواجهة أمامية تحمل زخرفة كورنيش، لكن هذا الكهف تعرض للدمار. يُحتمل أن الكهفين اللذين وُجدت فيهما الكتابات كانا بمثابة قبور لوجهاء المنطقة.
أحد الكهوف يُعتقد أنه كان عبارة عن إسطبل، وهو الأكبر من بين الكهوف، حيث تبلغ أبعاده 6 × 28 مترًا. عُثر في هذا الكهف على 80 حوضًا مخصصًا لوضع الكلأ والطعام للخيول، كما لوحظت وجود مرابط محفورة في الجدران الداخلية، مما يشير إلى استخدامها لربط الخيول. كما عُثر في هذه الكهوف على أدوات صوانية صغيرة الحجم، خفيفة ورقيقة، تشمل: إبر، أزاميل، شفرات، مقاشط صوانية ذات أشكال هلالية أو هندسية. وتعود هذه الأدوات إلى الثقافة الناطوفية. وُجدت أيضًا رؤوس سهام مصنوعة من العظم، من النوع المعروف بصنارة الصيد، مما يدل على أن سكان المنطقة مارسوا الصيد، ربما في نهر الأردن.

## قصر العبد

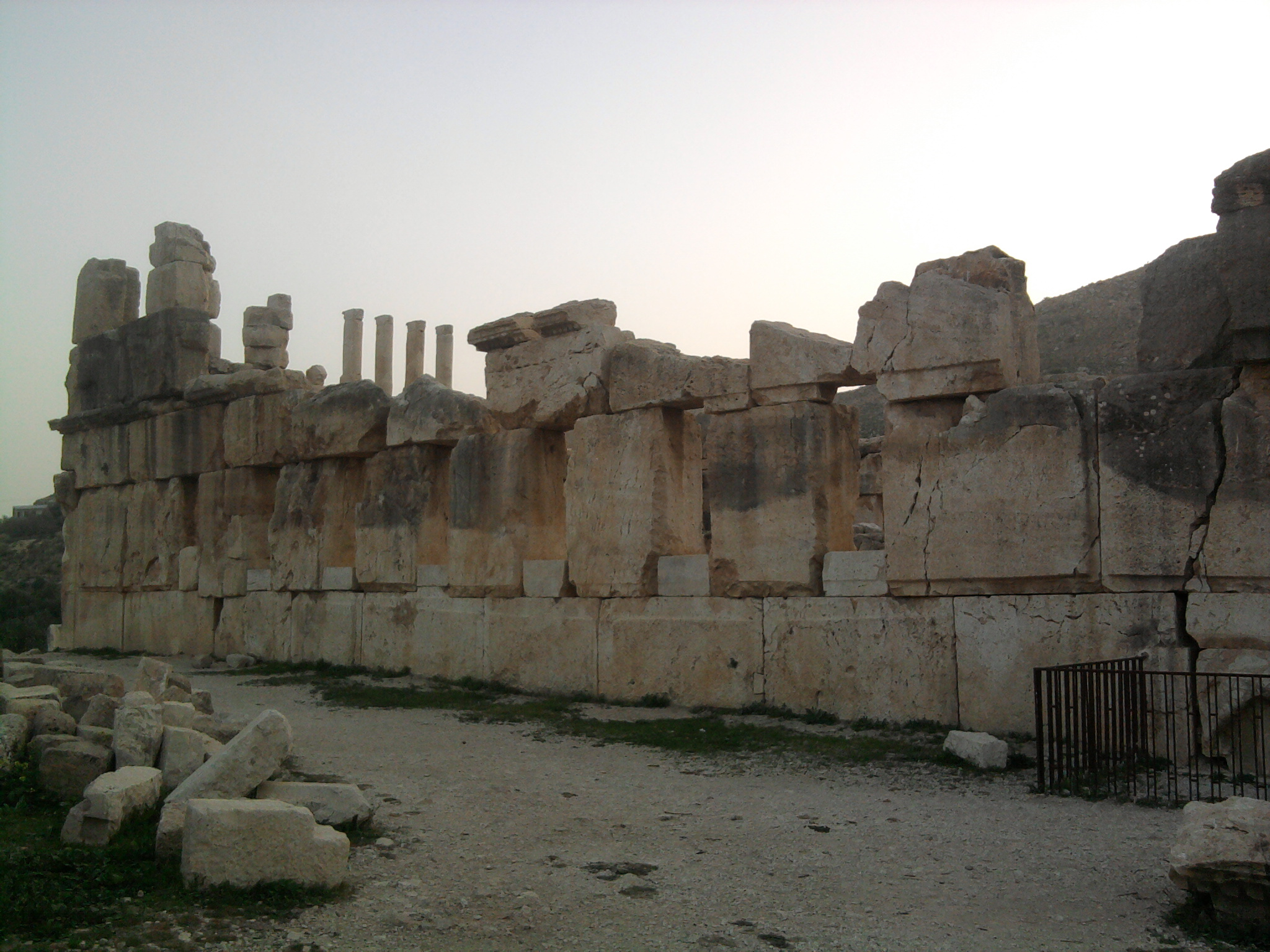
ناحية من قصر عراق الأمير (العبد).

يُعد قصر العبد أحد أهم الآثار الهيلينستية المتبقية في الأردن، حيث تُعتبر معظم الآثار الهيلينستية الأخرى قد طُمِرت تحت الأبنية الرومانية وغيرها من التكوينات العمرانية اللاحقة. يُعتبر جوزيف فلافيوس، المؤرخ اليهودي، المصدر الأول والأهم للمعلومات حول هذا القصر، حيث قدّم وصفًا دقيقًا لموقعه وتاريخه، مُشيرًا إلى أن إنشاؤه تم في عهد الحاكم هيركانوس، الذي ينتمي إلى عائلة طوبيا، وذلك في بداية القرن الثاني قبل الميلاد.
يمتاز قصر العبد بتصميمه المعماري الفريد، إذ يُمثل بناءً مستطيل الشكل بأبعاد 18 × 37.5 متر وارتفاع يصل إلى حوالي 14 مترًا. تبلغ سماكة جدرانه ما بين 90 إلى 92 سم، وتم استخدام حجارة كلسية ضخمة في البناء، حيث تصل قياسات بعضها إلى 3.60 متر طولًا و1.90 متر ارتفاعًا. تم إنشاء القصر في منطقة منخفضة كانت تشكّل بحيرة اصطناعية، ويحيط به سور يعمل كحاجز.
يتكون القصر من طابقين، حيث يحتوي الطابق الأرضي على بوابتين شمالية وجنوبية، ويمتد منهما ممرات تؤدي إلى أربع غرف موجودة في الوسط. في الجهة الغربية توجد غرفة للحراسة، بينما تؤدي الأدراج في الجهة الشرقية إلى الطابق الأول، الذي كان مخصصًا للسكن والاستقبال. على الرغم من ذلك، لم يكتمل بناء القصر، حيث لا توجد آثار لسقف. تعرضت المنطقة في القرن الرابع الميلادي لهزة أرضية أدت إلى تدمير أجزاء كبيرة من القصر.

### منحوتات قصر العبد
تُعتبر منحوتات قصر العبد جزءًا أساسيًا من معمارته، استُخدمت أدوات النحت التقليدية في ذلك العصر مثل الإزميل والمطارق، والمثاقب، والمناشير الحجرية، والمبارد. كان أسلوب النحت الشائع في الحضارة الهيلينستية هو "النحت بطريقة الاختزال"، حيث يتم النحت داخل الكتلة الحجرية نفسها. تواجدت هذه المنحوتات في جميع جوانب القصر، وغالبيتها كانت منحوتات لحيوانات.
- منحوتات الأسود: كانت منحوتات الأسود منتشرة على جميع واجهات القصر، حيث وُجد في كل جهة أسدان. تم وضع هذه الأسود للدلالة على وظيفة الحراسة، ولإبراز علو الحاكم هيركانوس. تمثل هذه الأسود تأثيرالحضارة الفارسية التي أُدخلت إلى القصر.

- منحوتات اللبؤات: توجد منحوتات تشبه الفهود أو اللبؤات في الطابق الأرضي من القصر، خصوصًا في الواجهتين الشرقية والغربية. نُحتت هذه المنحوتات على حجارة ضخمة، بينما كانت اللبؤات الموجودة في الجهة الشمالية الغربية والشمالية الشرقية متصلة بالخزانات الداخلية، حيث كانت المياه تتدفق من أفواهها. استخدمت هذه المنحوتات حجر الدولمايت، وتم نحتها باستخدام المطرقة دون أدوات التلميع، مما جعل لون الحجر الطبيعي هو ما يبرز جمالها. ترمز اللبؤات، في السياق التاريخي، إلى قوة الشعب وفقًا للتقاليد القديمة.

- منحوتات النسور: كان من المتوقع أن يتواجد حوالي ثمانية نسور، موزعة على زوايا القصر في وضع تناظر. إلا أنه لم يتبق أي أثر لهذه النسور. تُعتبر منحوتات النسور من التأثيرات السورية، وتعكس القوة والعظمة التي تميز هذا البناء.

## آثار أخرى

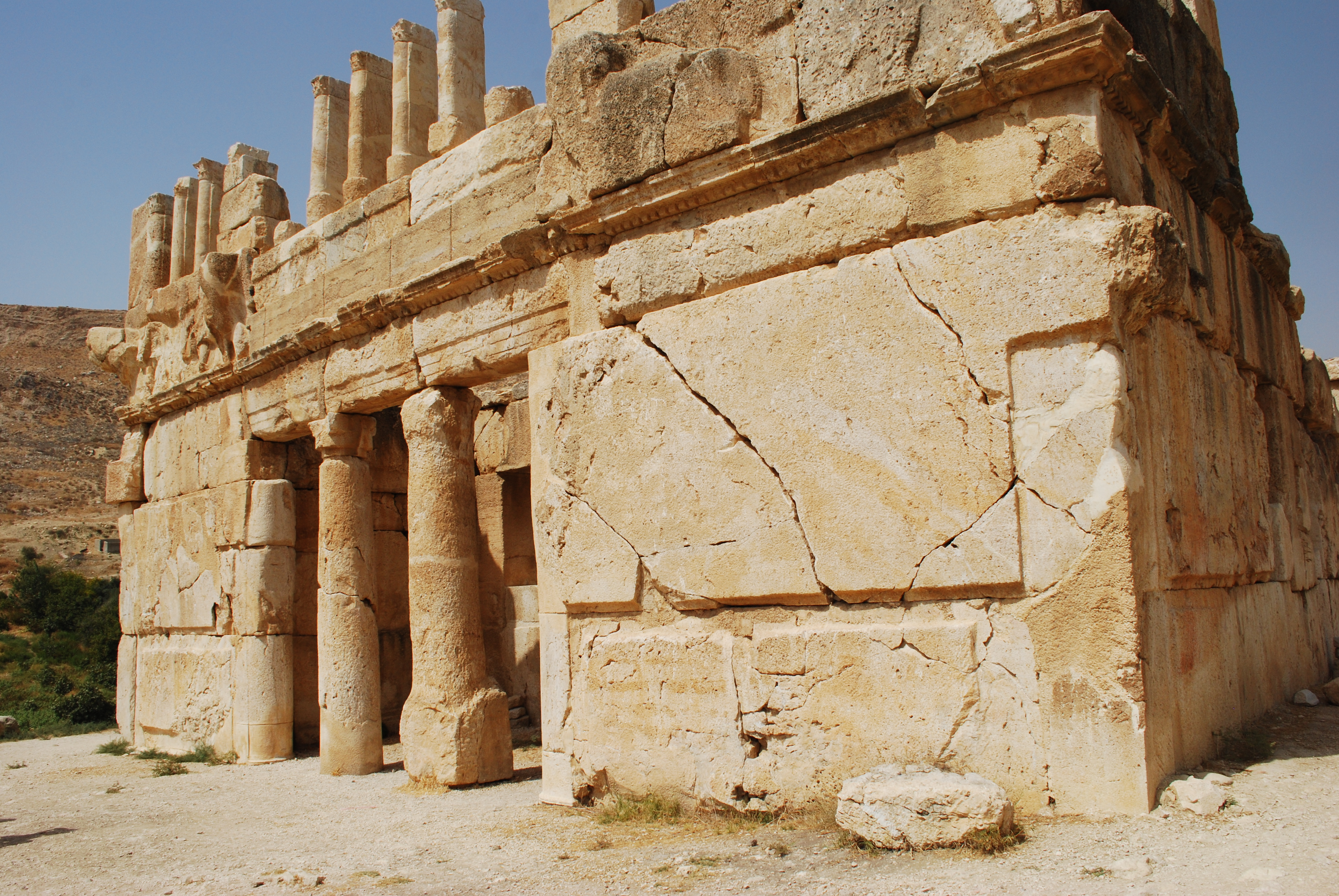
قلعة عراق الأمير

تحتوي المنطقة على شواهد قبور الدولمن، التي تعود إلى العصر البرونزي المبكر، بالإضافة إلى مقابر مقطوعة في الصخر. وتم العثور على آثار لقرية قديمة تقع تحت القرية الحديثة، مما يدل على عمق التاريخ في هذه المنطقة. تشمل المعالم الأخرى قنوات ري وحقول مصطبة، بالإضافة إلى مساكن مبعثرة ومعاصر زيتون تعود للعصر الهيلينستي.
كما توجد هنا نظام مائي واسع ومعصرة للعنب تُستخدم لصنع النبيذ. يتجلى الجانب الدفاعي في جدار سُمكه 2.30 متر، والذي بُني من الحجارة غير المشذبة التي جُمعت من الوديان المجاورة. علاوة على ذلك، تم العثور على مخلفات فخارية ومعمارية تعود للعصر الأموي والمملوكي، مما يبرز تنوع الأنشطة الثقافية والاقتصادية التي شهدتها المنطقة عبرالعصور.

## وصلات خارجية
- زيارة افتراضية لقصر العبد.
- عراق الأمير- برنامج حلوة يا دنيا